# Seks en halv dag med Kurt Trampedach
Seks en halv dag med Kurt Trampedach è un documentario del 2003 diretto da Jesper Grand e basato sulla vita del pittore danese Kurt Trampedach.